# سانفورد ديلر
،سانفورد ديلر (بالإنجليزية: Sanford Diller)‏ هو شخصية أعمال أمريكي، ولد في عام 1927، في سان فرانسيسكو، في الولايات المتحدة، وتوفي في 2 فبراير عام 2018، في ووودسيد في الولايات المتحدة.